# William Scranton

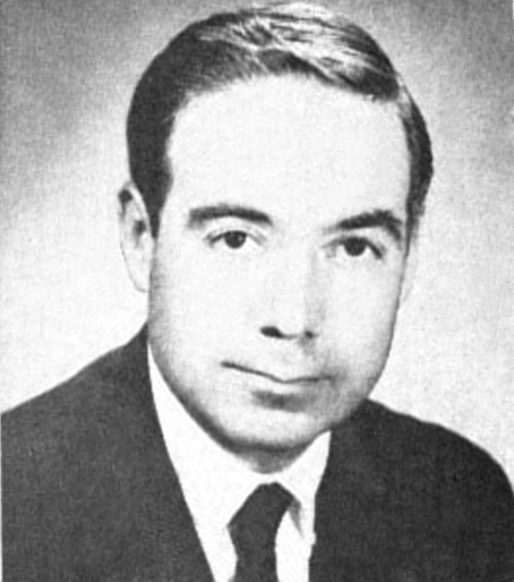
William Warren Scranton (1961)

William Warren Scranton (* 19. Juli 1917 in Madison, Connecticut; † 28. Juli 2013 in Santa Barbara, Kalifornien) war ein US-amerikanischer Politiker. Er war von 1963 bis 1967 der 40. Gouverneur des Bundesstaates Pennsylvania.

## Frühe Jahre und politischer Aufstieg
William Scranton war der Enkel des Kongressabgeordneten Joseph A. Scranton (1838–1908). Er besuchte nach einigen Vorschulen die Hotchkiss School und danach bis 1939 die Yale University. Sein anschließendes Jurastudium wurde durch den Zweiten Weltkrieg unterbrochen, an dem er als Pilot von Transportflugzeugen teilnahm. Er war aber nicht in Kampfhandlungen verwickelt. Nach dem Krieg blieb er 20 Jahre lange in der Reserve der US-Luftwaffe. Im Jahr 1946 konnte er dann sein unterbrochenes Jurastudium erfolgreich abschließen, worauf er als Rechtsanwalt zugelassen wurde. In der Stadt Scranton begann er dann in seinem neuen Beruf zu arbeiten.
Neben seiner Tätigkeit als Rechtsanwalt war Scranton seit 1946 auch ein erfolgreicher Geschäftsmann. Er arbeitete bei verschiedenen Firmen im Nordosten Pennsylvanias in führenden Positionen. Seit den 1950er Jahren nahm er als Mitglied der Republikanischen Partei Anteil am politischen Geschehen seiner Zeit. Im Jahr 1959 erhielt er eine führende Stellung im US-Außenministerium. Zwischen 1961 und 1963 war Scranton Abgeordneter im US-Repräsentantenhaus. Im Jahr 1962 wurde er zum neuen Gouverneur von Pennsylvania gewählt.

## Gouverneur von Pennsylvania
Scranton trat sein neues Amt am 15. Januar 1963 an. In seiner Amtszeit wurde das Bildungswesen reformiert und modernisiert. Scranton versuchte auch, Pennsylvania für in- und ausländische Investoren attraktiv zu machen. Außerdem versuchte er den amerikanischen und den Weltmarkt für Produkte aus Pennsylvania zu erschließen. Im Jahr 1964 bewarb er sich erfolglos um die republikanische Nominierung als Präsidentschaftskandidat. William Scranton war auch Mitglied einiger Gouverneursvereinigungen. Aufgrund einer Verfassungsklausel durfte er 1966 nicht direkt für eine Wiederwahl kandidieren. Daher musste er am 17. Januar 1967 aus seinem Amt ausscheiden.

## Weiterer Lebensweg
Auch nach seiner Gouverneurszeit blieb Scranton politisch aktiv. Präsident Richard Nixon bot ihm 1969 die Stelle des Außenministers an, die Scranton aber ablehnte. Stattdessen wurde er amerikanischer Sonderbotschafter für den Nahen Osten. Seine politischen Vorschläge zur Nahostpolitik stießen auf die Ablehnung der jüdischen Gemeinde in Amerika und Präsident Nixon distanzierte sich von Scrantons Vorschlägen. Im Jahr 1970 wurde Scranton Vorsitzender einer Kommission zur Untersuchung von Unruhen und Gewalttätigkeiten an Universitäten des Landes. In dieser Zeit war er auch noch in verschiedenen anderen Regierungskommissionen tätig.
Nach dem Rücktritt Nixons im Zusammenhang mit der Watergate-Affäre im Jahr 1974 war Scranton Mitglied eines Ausschusses, der den Übergang der Regierung auf Gerald Ford vorbereitete. Anschließend war er von 1974 bis 1976 Mitglied des Board of Directors der United States Railway Association. Präsident Ford ernannte Scranton dann zum US-Botschafter bei den Vereinten Nationen. Dieses Amt übte er bis zum Januar 1977 aus. Danach widmete sich Scranton seinen privaten Angelegenheiten. Zusammen mit seiner Frau Mary Lowe Chamberlain hat William Scranton vier Kinder.
Die American Philosophical Society verlieh ihm 1997 ihre Benjamin Franklin Medal for Distinguished Public Service. Zugleich wurde er Mitglied dieser Gesellschaft.